# روزلین هاربور (نیویورک)
روزلین هاربور (به انگلیسی: Roslyn Harbor) یک روستا در ایالات متحده آمریکا است که در شهرستان نساو، نیویورک واقع شده‌است. روزلین هاربور ۳٫۱ کیلومتر مربع مساحت و ۱٬۰۵۱ نفر جمعیت دارد و ۳۳ متر بالاتر از سطح دریا واقع شده‌است.